# Буксиры (фильм)
«Буксиры» (фр. Remorques) — французский драматический фильм режиссёра Жана Гремийона, вышедший на экраны в 1941 году. Фильм поставлен по одноимённому роману Роже Верселя. Сценарий к фильму был написан Жаком Превером, адаптацию сценария подготовил Андре Кайат. Главные роли исполнили Жан Габен, Мадлен Рено и Мишель Морган.
Фильм снят на Студиях в Бийанкуре в Париже и на территории Финистера в Бретани, включая порт Бреста. Художественное решение кинокартины было разработано художником-постановщиком Александром Траунером. Фильм был распространён во Франции парижским филиалом немецкой компании Tobis Film. После Второй мировой войны был выпущен в США студией Metro-Goldwyn-Mayer.

## Сюжет
Капитан буксира Андре Лоран (Жан Габен) женился на Ивонн (Мадлен Рено) 10 лет назад. У Ивонн больное сердце, и она мечтает о тихой семейной жизни. Внезапная встреча Андре с Катрин (Мишель Морган), женой капитана корабля, меняет жизнь обоих.

## Съёмки
Работа над фильмом была начата в 1939 году, однако была прервана из-за начавшейся войны. Летом 1940 года съёмки возобновились, но закончить их Гремийон смог только в 1941 году, поскольку сцены шторма пришлось переделывать с нуля.
Во время съёмок фильма была сделана одна из самых известных фотографий французского фотографа Рене-Жака, названная «L'Homme de la Nuit» (с фр. — «Человек ночи»). На этой фотографии Жан Габен, исполнитель роли Андре Лорана, спускается по ступеням от Кур-Дайо, который выходит на коммерческий порт Бреста.

## В ролях
- Жан Габен — Андре Лоран
- Мадлен Рено — Ивонн Лоран
- Мишель Морган — Катрин

## В культуре
Французский философ Жиль Делёз обращается к фильму «Буксиры» в главе 5 («Образ-перцепция») первой части своего труда «Кино». На примере образного языка «Буксиров» Делёз демонстрирует особенности функционирования такого явления как «образ-перцепция» в кинематографе.